# Collogenes
Collogenes es un género de polillas tortrícidas perteneciente a la tribu Eucosmini, de la subfamilia Olethreutinae, orden Lepidoptera. Fue descrito por Edward Meyrick en 1931.

## Especies
- Collogenes albocingulata Horak, 2006
- Collogenes dascia (Bradley, 1962)
- Collogenes loricata (Diakonoff, 1959)
- Collogenes percnophylla Meyrick, 1931
- Collogenes plumbosa Diakonoff, 1959
- Collogenes pseuta Diakonoff, 1959
- Collogenes squamosa (Diakonoff, 1959)